# Orbea hardyi
Orbea hardyi är en oleanderväxtart som först beskrevs av Robert Allen Dyer, och fick sitt nu gällande namn av P.V. Bruyns. Orbea hardyi ingår i släktet Orbea och familjen oleanderväxter. Inga underarter finns listade i Catalogue of Life.